# معیارهای دوریختی جنسی

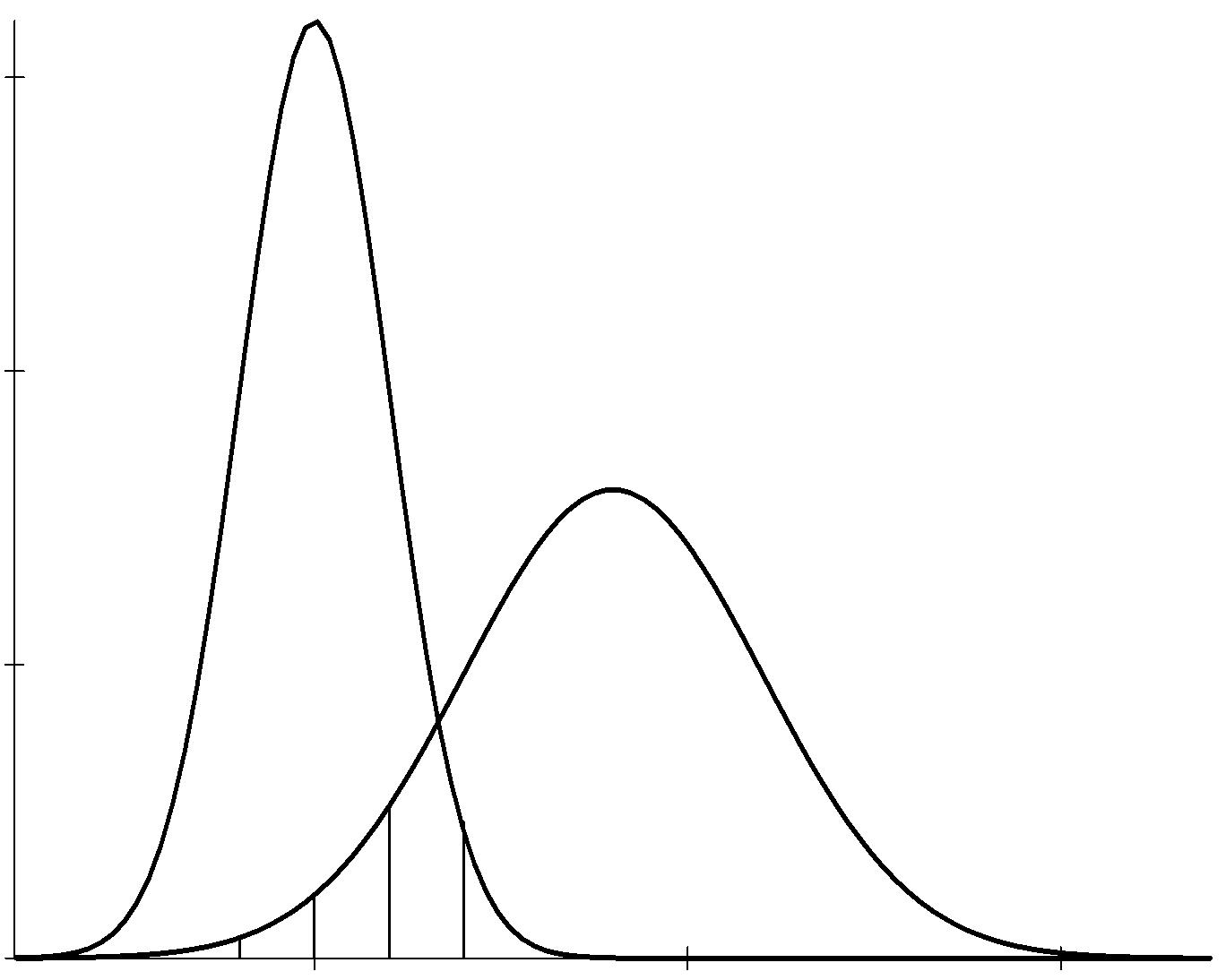
شکل ۱. دو توزیع نرمال

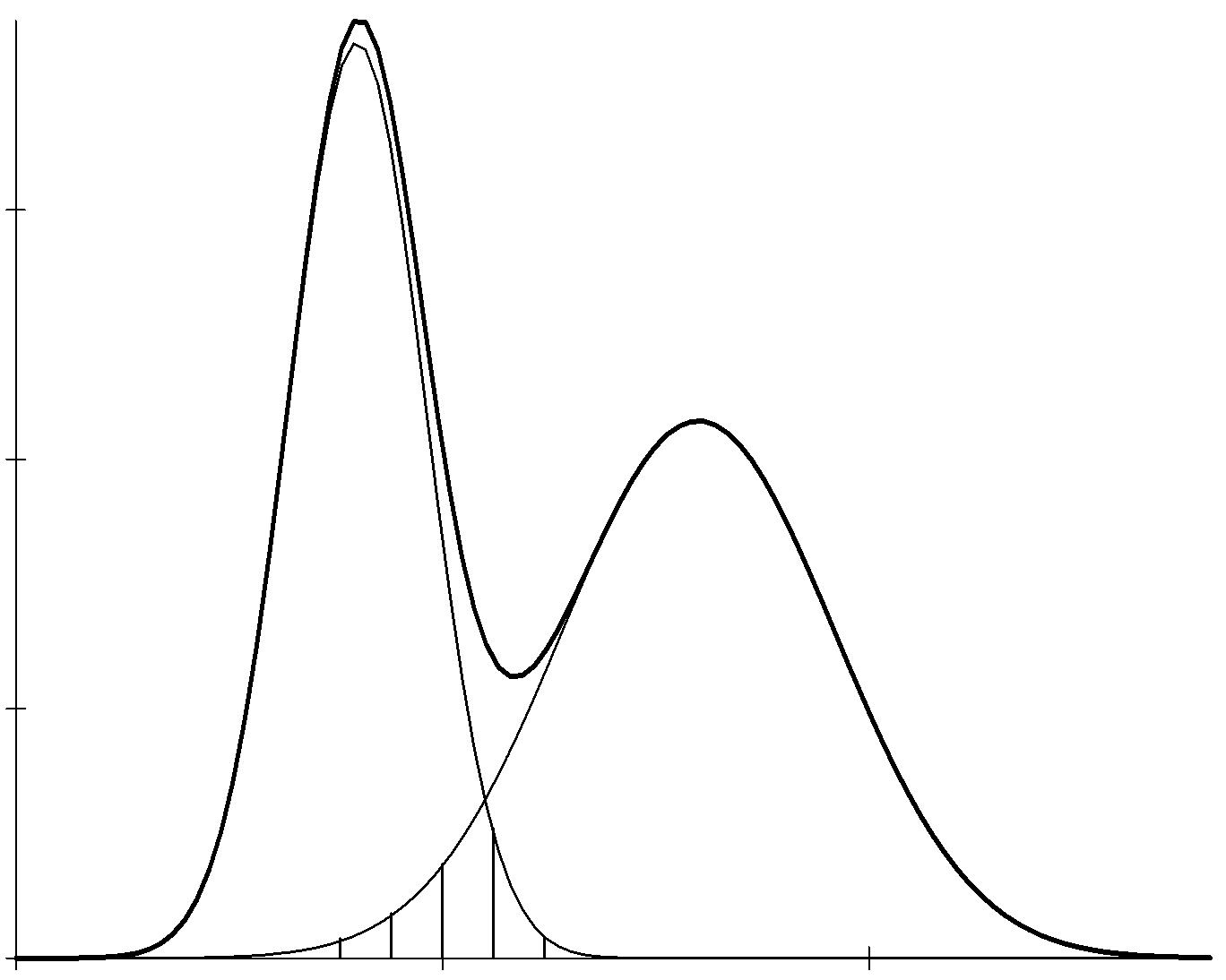
شکل ۲. مخلوطی از دو جزء نرمال

اگرچه موضوع دوریختی جنسی به خودی خود بحث‌برانگیز نیست، معیارهایی که توسط آن ارزیابی می‌شود بسیار متفاوت است. بیشتر معیارها با این فرض استفاده می‌شوند که یک متغیر تصادفی در نظر گرفته شود تا توزیع‌های احتمال باید در نظر گرفته شود. در این بررسی، مجموعه‌ای از معیارهای دوریختی جنسی در رابطه با تعریف و قانون احتمالی که بر اساس آن استوار شده‌اند، مورد بحث قرار می‌گیرند. بسیاری از آنها توابع نمونه یا آمار هستند که تنها ویژگی‌های جزئی، به عنوان مثال، میانگین یا مقدار مورد انتظار توزیع درگیر را در نظر می‌گیرند. به علاوه، پرکاربردترین معیار در ترکیب پشتیبان استنباطی شکست‌خورده است.